# Иогансон, Карл Вольдемарович

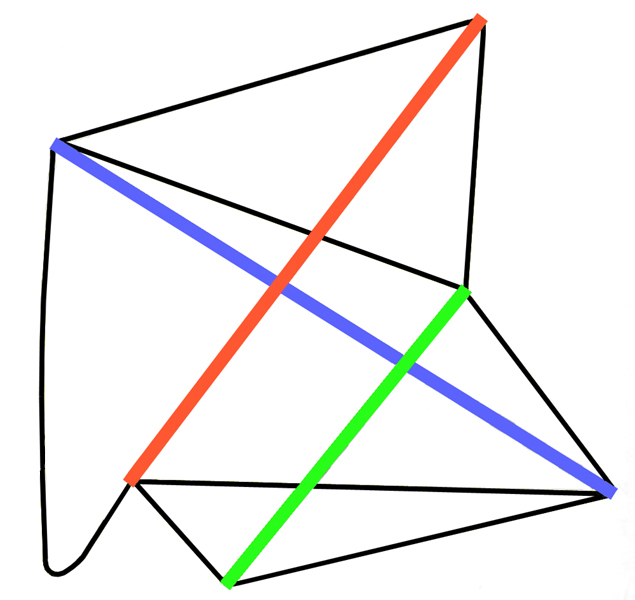
«Самонапряженная конструкция» Иогансона

Карл Вольдемарович Иогансон (латыш. Kārlis Johansons; 16 января 1890, Венден, Лифляндская губерния, Российская империя — 18 октября 1929, Москва, РСФСР, СССР) — латвийский и советский художник.

## Биография
В 1914 году выступил в числе создателей объединения молодых латышских художников-авангардистов «Зелёный цветок» (латыш. Zaļā puķe). В революционные годы оказался в Москве (возможно, в составе отряда латышских стрелков), занимался в художественной студии при Национальном латышском комиссариате под руководством своего товарища по «Зелёному цветку» Александра Древина.
В дальнейшем входил в круг русских конструктивистов, начиная с Общества молодых художников (ОБМОХУ). На второй выставке Общества в 1921 году Иогансон выставил «самонапряженные конструкции», которые, по мнению художника Вячеслава Колейчука, полностью реконструировавшего эту выставку в Третьяковской галерее по двум сохранившимся фотографиям, предвосхитили идею тенсегрити, разрабатывавшуюся с 1950-х гг. Кеннетом Снельсоном и Р. Бакминстером Фуллером.
В 1923—1926 годах работал организатором производства на заводе «Красный прокатчик», оказавшись, по мнению американской исследовательницы Марии Гоф, тем самым единственным конструктивистом, сумевшим реализовать конструктивистскую утопию снятия противоречий между искусством и производством.